# Fritz Wehrmann (Matrose)
Fritz Wehrmann (* 7. Juli 1919 in Mölkau bei Leipzig; † 10. Mai 1945 bei Flensburg hingerichtet) war ein deutscher Marinesoldat und Opfer der nationalsozialistischen Gewaltherrschaft. Er und seine beiden Kameraden waren „die letzten Opfer der deutschen Marinejustiz“.

## Leben
Er wurde als ältestes von drei Kindern geboren. Seine Eltern ließen sich um 1930 scheiden. Die nun allein erziehende Mutter zog nach Leipzig. Nach acht Jahren Schule begann Fritz Wehrmann eine Lehre als Modellbauer und Schmied. Mit seinem Fahrrad unternahm er zahlreiche Radtouren, die ihn u. a. auch nach Hamburg führten. Nach der Besichtigung des Hamburger Hafens beschloss Wehrmann, Seemann zu werden. Der beginnende Zweite Weltkrieg durchkreuzte allerdings seine Pläne. Er meldete sich freiwillig zum Dienst bei der U-Boot-Waffe. Allerdings blieb er nur kurze Zeit bei den U-Booten und wurde anschließend auf ein Torpedoschnellboot versetzt. Mit seiner Flottille wurde er ins Mittelmeer, zunächst nach Sizilien (Italien), später nach Kreta (Griechenland), kommandiert.
1943 wurde Fritz Wehrmann wegen „Verstoßes gegen die militärische Zucht und Ordnung“ zum 31. Marinestraflager in Lettland strafversetzt. Ende 1944 erhielt er seine Abkommandierung zu einer Schnellbootflottille in der Nähe des dänischen Aarhus. Wegen Treibstoffmangels konnten aber kaum noch Einsätze zur Sicherung des deutschen Rückzugs an der Ostfront gefahren werden. Wehrmanns jüngerer Bruder Gerhard fiel Anfang 1945 an der Westfront. Wehrmann wurde am 2. Mai 1945 einem in Svendborg (Dänemark) neu aufgestellten Kriegsmarine-Bataillon zugeteilt, das zur Verteidigung von Berlin eingesetzt werden sollte.
Nach der Teilkapitulation der deutschen Streitkräfte gegenüber den britischen Truppen im Nordwesten am 4. Mai 1945 verließ Wehrmann mit drei Kameraden am 6. Mai 1945 seine Einheit, um nach Hause zurückzukehren. Sie wurden jedoch von dänischen Hilfspolizisten aufgegriffen und dem trotz Kapitulation noch amtierenden deutschen Ortskommandanten von Svendborg übergeben. Dieser überstellte die vier Männer zur in der Geltinger Bucht versammelten deutschen Schnellbootflottille. Kommodore Rudolf Petersen, der „Führer der Schnellboote“, ließ die seiner Meinung nach Fahnenflüchtigen auf dem Schnellbootbegleitschiff Buea inhaftieren. Am 8. Mai 1945 ließ Petersen nach der deutschen Kapitulation auf seinen Schiffen die Reichskriegsflagge einholen. Am Tag darauf trat an Bord der Buéa ein deutsches Kriegsgericht zusammen und verurteilte Fritz Wehrmann, Alfred Gail und Martin Schilling wegen Fahnenflucht zum Tode durch Erschießen. Der vierte Matrose wurde zu drei Jahren Zuchthaus verurteilt. Obwohl Petersen als Kommandeur und Kriegsgerichtsherr die Möglichkeit zur Begnadigung hatte, bestätigte er am 10. Mai 1945 die Todesurteile und ließ sie am Nachmittag des gleichen Tages, also am zweiten Tag nach der deutschen Kapitulation, auf dem Achterschiff der Buéa durch ein Erschießungskommando vollstrecken. Die Leichen der Hingerichteten wurden in der Ostsee versenkt.
Die Familie Fritz Wehrmanns erfuhr erst 1946 durch seinen Abschiedsbrief und seinen Freund Theodor Meier vom Tod des Sohnes und Bruders. Nachdem die Mutter Anna Wehrmann die Namen der Verantwortlichen von Meier erfahren hatte, strengte sie beim Landgericht Hamburg einen Prozess gegen Petersen und die Mitglieder des Kriegsgerichts an. Drei Prozesse wegen Totschlags und Rechtsbeugung wurden bis 1953 geführt, die mit Freisprüchen für alle Angeklagten endeten. Anna Wehrmann verkraftete den Tod zweier Söhne nicht und starb nach 20 Jahren im Pflegeheim 1983 in geistiger Umnachtung. Alfred Gails Mutter nahm sich nach dem letzten Prozess das Leben. Petersen machte nach dem Krieg Karriere als Geschäftsmann und beim Militärischen Abschirmdienst (MAD). Er starb 1983.

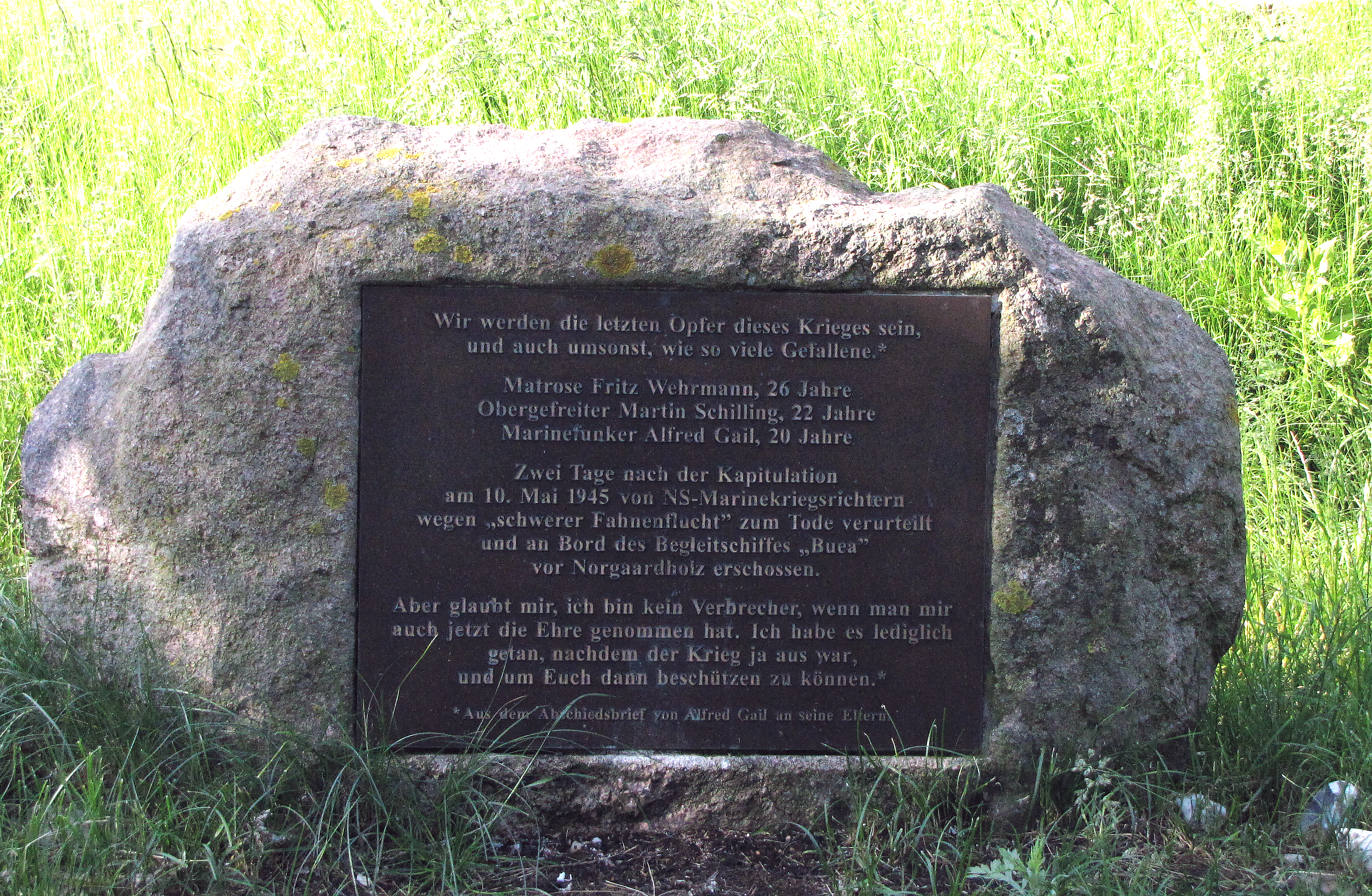
Gedenkstein in Steinberg OT Norgaardholz (2012)

## Ehrungen
- Seit 1999 erinnert ein Gedenkstein neben der Seebadeanstalt von Steinberg im Ortsteil Norgaardholz an den Tod der drei Matrosen.

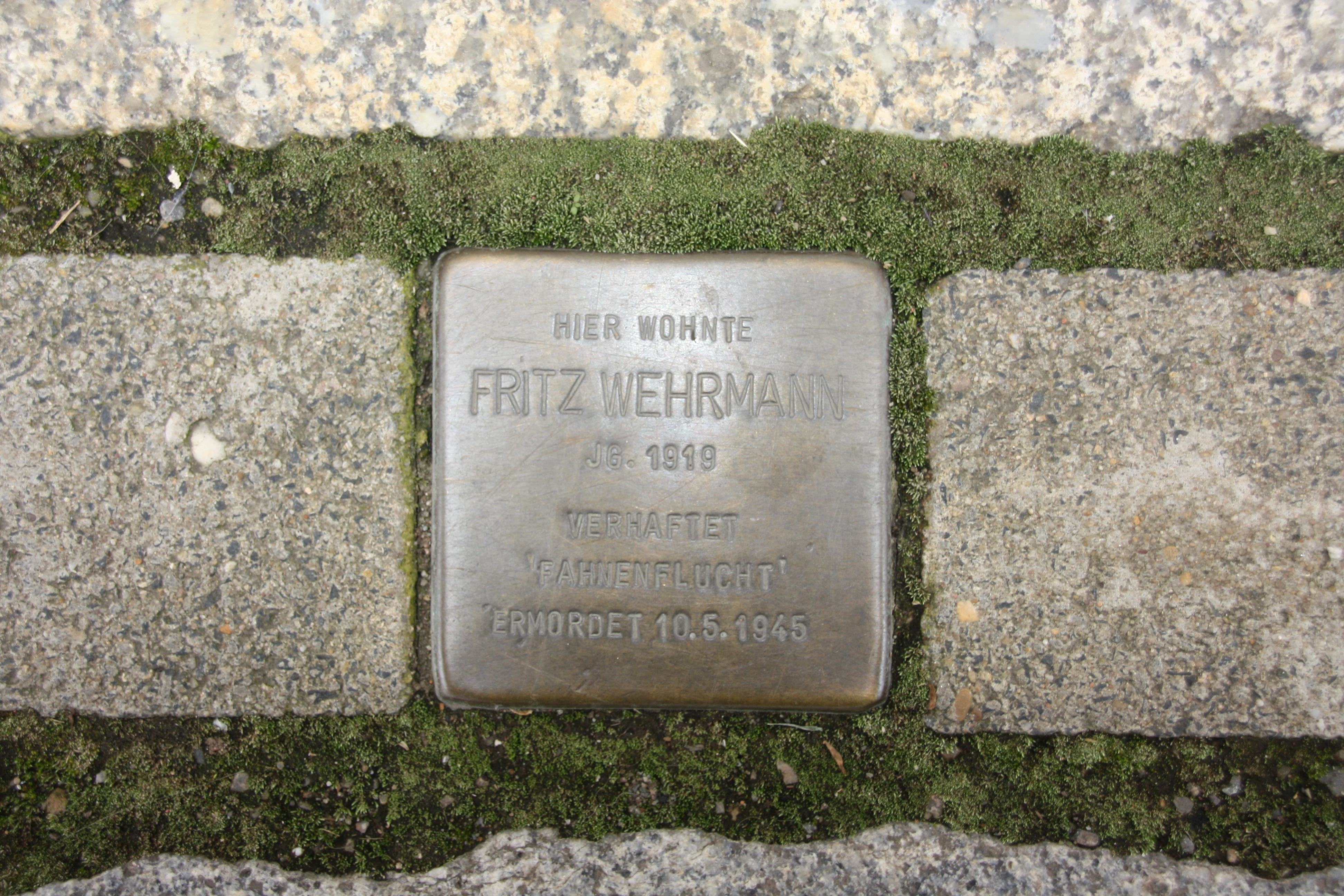
Stolperstein in Leipzig

- Am 24. Mai 2007 wurde von Gunter Demnig vor dem Haus Brandvorwerkstraße 46 in der Leipziger Südvorstadt, Wehrmanns offiziell letztem Wohnsitz, ein Stolperstein zu dessen Gedenken verlegt.[6][7]
- Im Leipziger Stadtteil Gohlis wurde die Wehrmannstraße nach ihm benannt.